# Ley ex post facto

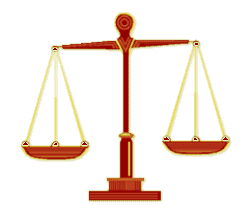
Balanza de la justicia.

Ley ex post facto es una expresión latina, traducible al español como "ley posterior al hecho", utilizada para referirse a una norma o ley retroactiva, es decir, que retroactivamente cambia las consecuencias jurídicas de un acto cometido, o el estatus legal de hechos o relaciones existentes con anterioridad a la vigencia de la ley.
En referencia al Derecho penal, una ley de este tipo podría criminalizar actos que fueron legales al momento de su comisión; o podría agravar un crimen cambiando sus consecuencias; o podría incrementar o cambiar la pena establecida para el delito, como agregar nuevas sanciones o extender su duración; o podría alterar las reglas sobre la prueba. Contra el principio de retroactividad de la ley en materia penal sentar una serie de tratados internacionales y las constituciones, que a menudo se interpretan en el sentido de extender el nuevo tratamiento penal más favorable incluso aquellos que ya han sido condenados (lex mitior).